# Lijst van Vuurnatie-locaties
De volgende lijst is een lijst van bekende Vuurnatie-plekken in de fictieve wereld van Avatar, een cartoon op de tv-zender Nickelodeon. Deze plaatsen kunnen klein zijn, maar spelen wel een belangrijke rol in sommige afleveringen van Avatar.

## Koloniën

### Ba Sing Se
Met de val van Ba Sing Se, door een list van Vuurnatie-prinses Azula, werd Ba Sing Se een nieuwe Vuurnatievesting. Na de val van deze stad viel niet alleen de stad zelf, maar heel het Aarderijk. Vroeger was de stad een plek voor vluchteling voor de Vuurnatie, maar nu is niemand meer veilig in het Aarderijk.

### Nieuw Ozai
Na de inname van de stad Omashu, is de stad verbouwd om beter bij Vuurnatie-steden te kunnen passen. De vorige leider, koning Bumi, is van de troon gestoten en vervangen door een gouverneur van de Vuurnatie. De dochter van deze gouverneur is een vriendin van de huidige Vuurnatie-prinses, Azula, die de stad Omashu naar haar vader vernoemde.

### Overige
- Yu Dao

## Vuurnatie

### Vuurnatie School
Dit is een van de beste scholen in de Vuurnatie die de gedachten van jonge Vuurnatie-lingen proberen te beïnvloeden. De school geeft werk aan leraren die houden van tucht en orde. Scholieren die zich aanmeldden voor deze school, gingen hiernaartoe toen ze voor het eerst konden Vuursturen, en voor niet-Vuurstuurders toen ze voor het eerst konden lopen. Het lessenpakket bevat: Etiquette, Vuurnatie-geschiedenis, oorlogsgeschiedenis, muziek en Vuursturing.

### Jang Hui
Een vissersdorp gelegen in de rivier Jang Hui. Dit dorp is uniek, vanwege de verbinding van paalwoningen en woonboten met elkaar. Eens was het dorp een welvarend vissersdorp, maar na de komst van een Vuurnatie-fabriek is de welvaart achteruitgegaan. Het afvalwater en andere afvalstoffen van de fabriek worden in de rivier geloosd. De vis die nu nog gevangen wordt bestaat uit twee soorten met smurrie bedekte vissen, en een aantal gore mosselen. Daarbij komt nog eens dat de fabriek het dorp verplichtte om de dorpelingen hun voedsel en medicijnen aan de arbeiders in de fabriek af te staan. Daardoor bestaat de bevolking van het dorp nu uit vele zieke mensen. Maar het volk houdt vol dat op een dag hun bescherm-geest, de geverfde dame, zal terugkomen om het dorp te helpen. Maar door de fabrieksafvalstoffen is de geverfde dame weggedreven.
In de aflevering De geverfde dame komen Aang, Sokka, Toph en Katara bij dit dorp aan, op hun weg naar de vuurheer. Katara kan het niet verdragen dat het dorp moet lijden onder de fabriek. Daarom sluipt ze er ´s nachts tussenuit om zich als 'de geverfde dame' te verkleden en het dorp te genezen en voedsel te geven. Later vernietigt ze de fabriek. De fabriekseigenaren kwamen naar het dorp toe, maar met de hulp van Aang en Toph heeft ze die weten te verdrijven. Niet lang daarna werd de rivier weer gezuiverd.

### De Kokende Rots
De Zwaarst bewaakte gevangenis binnen de Vuurnatie en bevindt zich in het midden van een vulkanisch eiland aan een kokend meer. Naar deze gevangenis worden de zwaarste criminelen uit binnen- en buitenland gestuurd. Onder deze criminelen vallen dieven, verraders en oorlogsmisdadigers.

### Hoofdstad

#### Gevangenis Toren
Zich bevindend in een holle vulkanische krater naast de hoofdstad van de Vuurnatie, houdt de toren de meest gezochte en criminele gevangenen van de Vuurnatie. Te zien in de serie is dat de gevangenen als beesten worden behandeld. Oom Iroh werd hier ook gevangen gehouden, totdat hij ontsnapte.